# Madrigal comedy
Madrigal comedy là một loại âm nhạc giải trí ở Ý vào thế kỷ 16, nội dung thường là một cốt truyện. Đây là một yếu tố quan trọng trong nguồn gốc của opera, các hình thức đã được phổ biến đặc biệt là trong thập niên 1590 và vài năm sau 1600.

## Một số nhà soạn nhạc nổi bật
- Alessandro Striggio
- Orazio Vecchi
- Adriano Banchieri
- Giovanni Croce